# Вертайнен, Ээту
Ээту Вертайнен (фин. Eetu Vertainen; род. 11 мая 1999, Эспоо, Финляндия) — финский футболист, нападающий. В настоящее время выступает за «Ильвес».

## Карьера

### Клубная
Начинал карьеру в клубе КиЛФ.. В 2016 году перешёл в «Клуби-04» — фарм-клуб «ХИКа», дебютировал в основном составе в мае. За главную команду впервые сыграл 28 января 2017 года в матче кубка Финляндии против «Хонки». Ээту вышел на заменту на 74-й минуте вместо Саку Юлятупы.

### В сборных
Летом 2018 года в составе сборной до 19 лет принял участие в финальном турнире чемпионата Европы среди юношей. 19 июля забил мяч в ворота Норвегии на 29-й минуте матча, реализовав пенальти и тем самым сравнял счёт, однако финны пропустили два гола в компенсированное время и уступили со счётом 2:3.